# Contea di Allen (Ohio)
La contea di Allen (in inglese Allen County) è una contea dello Stato dell'Ohio, negli Stati Uniti. La popolazione al censimento del 2000 era di 108 473 abitanti. Il capoluogo di contea è Lima.